# Aspasiola
Aspasiola is een geslacht van kevers uit de familie van de loopkevers (Carabidae). De wetenschappelijke naam van het geslacht is voor het eerst geldig gepubliceerd in 1877 door Chaudoir.

## Soorten
Het geslacht Aspasiola omvat de volgende soorten:
- Aspasiola bonita Erwin, 2004
- Aspasiola ignea Bates, 1883
- Aspasiola insignis Chaudoir, 1877
- Aspasiola lemoides Bates, 1883
- Aspasiola osa Erwin, 2004
- Aspasiola rutilans Chaudoir, 1877
- Aspasiola scutellaris Chaudoir, 1877
- Aspasiola selva Erwin, 2004
- Aspasiola steineri Erwin, 2004